# Blatno jezero
Blatno jezero (madžarsko Balaton, nemško Plattensee) je jezero v zahodnem delu Madžarske in hkrati tudi največje jezero v srednji Evropi. Je nekaj več kot 80 km jugozahodno od Budimpešte oz. okoli 70 km vzhodno od meje s Slovenijo pri Lendavi. Reka Zala zagotavlja največji dotok vode v jezero, kanalizirana Sió pa je edini odtok.
Gričevnato območje severne obale je znano po svojem zgodovinskem značaju in kot glavna vinska regija, medtem ko je ravna južna obala znana po letoviških krajih. Balatonfüred in Hévíz sta se zgodaj razvila kot letovišči za premožne, vendar so lastniki zemljišč, ki jih je uničila trtna uš, ki je napadla njihovo vinsko trto, začeli graditi poletne hiše, ki so jih oddajali v najem rastočemu srednjemu razredu, šele v poznem 19. stoletju.

## Ime
Za razliko od vseh drugih madžarskih endonimov za jezera, ki imajo univerzalno pripono -tó - 'jezero', se Blatno jezero v madžarščini omenja z določnim členom; to je Balaton. Rimljani so ga imenovali lacus Pelsodis ali Pelso. Ime je indoevropskega izvora, izpeljano iz slovanskega *bolto (češko bláto, slovaško blato, poljsko błoto), kar pomeni 'blato, močvirje' (iz starejšega praslovanskega boltьno, slovensko: Blatno jezero, slovaško Blatenské jazero).
Januarja 846 je slovanski knez Pribina, v regiji Blatnega jezera, na ozemlju sodobnega Zalavárja, obkroženega z gozdovi in močvirji ob reki Zala, začel graditi trdnjavo kot svoj sedež oblasti in več cerkva. Njegov dobro utrjen grad in prestolnica Spodnjepanonske kneževine je postal znan kot Blatnohrad ali Moosburg (dobesedno 'močvirna trdnjava') in je služil kot branik tako proti Bolgarom kot proti Moravcem.
Nemško ime za jezero je Plattensee. Malo verjetno je, da je ime dobilo, ker je plitko, ker je pridevnik platt grška izposojena beseda, ki je bila izposojena prek francoščine in je v 17. stoletju vstopila v splošno nemško besedišče. Omeniti velja tudi, da povprečna globina Balatona (3,2 m) ni izjemna za to območje (prim. povprečna globina sosednjega Nežiderskega jezera je približno 1 m.).

## Zgodovina
Vedno je bila pomembna lokacija, tako taktično kot kulturno (s številnimi ljudskimi zgodbami okoli nje). Med osmanskimi vojnami je imel pomembno vlogo pri obrambi kraljeve Ogrske, kjer so se celo bojevali. Medtem ko so nekatera naselij ob Blatnem jezeru, vključno z Balatonfüredom in Hévízom, že dolgo letoviška središča za madžarsko aristokracijo, je šele v poznem 19. stoletju začel madžarski srednji razred obiskovati jezero. Gradnja železnic v letih 1861 in 1909 je močno povečala turizem, vendar je bil povojni razcvet v 1950-ih veliko večji.
Do preloma v 20. stoletje je Balaton postal raziskovalno središče madžarskih biologov, geologov, hidrologov in drugih znanstvenikov, kar je privedlo do izgradnje prvega inštituta za biološke raziskave v državi, ki je bil na njegovi obali leta 1927.
Zadnja večja nemška ofenziva v drugi svetovni vojni, operacija Pomladno prebujenje, je bila izvedena na območju Blatnega jezera marca 1945, v mnogih britanskih vojnih zgodovinah pa se imenuje ofenziva na Blatnem jezeru. Bitka se je bíla med nemško šesto tankovsko armado Seppa Dietricha in madžarsko tretjo armado med 6. in 16. marcem 1945, na koncu pa je prinesla zmago Rdeče armade. Več razbitin Iljušina Il-2 so potegnili iz jezera, potem ko so jih sestrelili v zadnjih mesecih vojne.
V 1960-ih in 1970-ih je Balaton zaradi osredotočenih prizadevanj vlade postal pomembna turistična destinacija, zaradi česar se je število prenočitev v lokalnih hotelih in kampih povečalo s 700.000 julija 1965 na dva milijona julija 1975. Število obiskovalcev ob koncu tedna v regija, vključno z več deset tisoči iz Budimpešte, dosegla več kot 600.000 do leta 1975. Obiskali so ga navadni delavci Madžari, zlasti za subvencionirane počitniške izlete članov Državnega sveta sindikatov (madžarsko: SZOT: Szakszervezetek Országos Tanácsának) v ekskluzivne hotele in majhna letovišča (madžarsko üdülő ingatlan) zanje. Privabila je tudi številne Vzhodne Nemce in druge prebivalce vzhodnega bloka. Obiskali so ga lahko tudi Zahodni Nemci, zaradi česar je bil Balaton običajno zbirališče družin in prijateljev, ki jih je do leta 1989 ločeval Berlinski zid.

## Geografija

### Opis
Jezerska gladina je na nadmorski višini 104 m, njegova površina je 592 km2, v povprečju je globoko 3,2 m, največ pa 11 m. Prostornina vode je tako okoli 1,9 km3. Jezero je podolgovate oblike v smeri jugozahod-zahod - sever-severovzhod, dolžina v tej smeri je pribl 77 km, široko pa je med 4 in 15 km. Jezero ima dve izraziti kotanji, ki ju loči polotok Tihany, kjer je ožina, široka samo okoli enega kilometra. Severna obala je strmejša kot na jugu. Voda je zaradi peščenega in plitvega dna zelo motna. Najpomebnejši pritok je reka Zala. Naravnega odtoka ni, po potrebi odvajajo vodo skozi umetni kanal Sió v reko Kapos in naprej v Donavo.
Največje mesto ob jezeru je Keszthely, ostala pomembnejša mesta ob obali so še Siófok, Fonyód in zdraviliško mesto Balatonfüred. Pomembnejši mesti nedaleč od jezera sta Veszprém in Székesfehérvár. 
Vzdolž južne obale vodi pomembna cestna in železniška povezava med Budimpešto in Hrvaško oz. Slovenijo. Železniška proga sicer v celoti obkroža jezero. Severno in južno obalo povezuje (zlasti poleti) tudi nekaj trajektnih linij.

### Dotoki in odtoki
Reka Zala je z dolžino 138 kilometrov in povprečnim pretokom sedmih kubičnih metrov vode na sekundo ena manjših madžarskih rek, vendar je največji pritok Blatnega jezera. Zala se na severu izliva v Kis-Balaton in nato postane močvirnata.
Močvirna območja in trstičevje Kis-Balatona služijo kot naravni vodni filter in so dom številnim redkim vrstam rastlin, plazilcev in ptic. Južno od Keszthelyja Zala izvira iz močvirja, obogatena in prečiščena s kisikom, ter se nekaj sto metrov vzhodneje izliva v Blatno jezero.
Poleg Zale se v jezero napaja okoli 30 stalnih in 20 občasnih vodotokov. Da bi lahko uravnavali gladino jezera, so v Siófoku zgradili zapornico Sió z jezom. Odvečna voda se odvaja neposredno v Donavo preko prekopa Sió vzhodno od Szekszárda. Ta prekop je bil delno zgrajen v rimskih časih in ga omenja že Plinij Starejši.

### Geologija
Pokrajino sestavljajo predvsem mezozojske plasti, ki so podobne kamninam v Alpah. Vendar je bil ta segment skorje potisnjen proti vzhodu, preden so se Alpe dvignile. Tako so plasti ohranile prvotno vez. Blatno jezero je nastalo z erozijo pred približno 15.000 leti v holocenu. Bazen je verjetno odpihnil veter. V bližini današnjega mesta Keszthely je nastalo več manjših jezer, ki so se v 5000 letih med seboj povezovala in povečevala proti severovzhodu. Geološke formacije pričajo o nekdaj močnem vulkanizmu; to je vidno v bazaltnih stebrih na Badacsonybergu, stožcu gejzirja v Tihanyju in termalnem jezeru v Hévízu.

### Veter
Prevladujoča smer vetra, ki jo ribiči na jezeru imenujejo tudi glavni veter, je 'sever' na jugozahodu Balatona okoli Tihanyja in Keszthelyja ter 'severozahod' na vzhodu med Balatonkenesejem in Tihanyjem. Izven spomladanskih in poletnih mesecev pa prevladujejo vetrovi JV in JZ smeri. Čeprav nevihte v regiji niso običajne, so lahko nevarne za ladijski promet po jezeru. Veter med nevihto postane sunkovit in včasih lahko doseže hitrost od 30 do 35 m/s v 10 do 20 minutah. Večina neviht nastane ob šibkem južnem zračnem toku, ki se hitro spremeni v močan severozahodni veter.
Najmočnejši doslej zabeležen sunek vetra je 13. julija 1961 dosegel hitrost 129,6 km/h. Najbolj vetroven mesec je april, najmanj vetroven je september z nevihtnim vetrom v povprečju vsakih deset dni. V začetku poletja se v povprečju vsake tri dni pojavijo neurja s hitrostjo vetra nad 15 m/s. Zaradi učinka polotoka Tihany in njegovih hribov kot zavetrja se hitrosti neurja na jezeru okoli severovzhodne obale (med Balatonfüredom in Siófokom) včasih zmanjšajo za 60 %. Zaradi velike dolžine v primerjavi s širino lahko na različnih območjih Balatona prevladujejo različne vremenske razmere. Nevihta na enem koncu se lahko sreča z mirom na drugem koncu.
Državna meteorološka služba upravlja observatorij za vnaprejšnje opozarjanje v Siófoku, ki ocenjuje vremenske razmere na Blatnem jezeru. Med turistično sezono od 1. maja do 30. septembra se izdajajo opozorila pred nevihto, razporejena v dveh stopnjah, ki se oglašajo na 24 točkah okoli jezera z uporabo različnih zaporedij bakel.

## Rastlinstvo in živalstvo
V jezeru in njegovi okolici živijo številne redke in zavarovane rastlinske in živalske vrste, predvsem toploljubne vrste.
Na južnih pobočjih severnega brega rastejo mandlji, na številnih vrtovih zorijo fige, prisotna so tudi granatna jabolka. Vino pridelujejo na številnih strmih pobočjih, kot je Badacsony.
Skoraj celotno obalo Blatnega jezera obdaja širok pas trstičevja. Na položnem južnem bregu je pas trstičja širok do nekaj sto metrov.
Ob in v Blatnem jezeru živi 250 vrst ptic, od tega 27 strogo zavarovanih vrst: mala uharica, črna štorklja, črna žolna, kormorani, različne čaplje in žličarka.
Najbolj znana predstavnica kač na Blatnem jezeru je kobranka, ki je še posebej pogosta na severnem bregu. Kača je človeku popolnoma nenevarna in je zavarovana vrsta. Na obrežju Blatnega jezera živi tudi belouška (Natrix natrix) in močvirska sklednica (Emys orbicularis). Na severnem bregu sta razširjeni pozidna kuščarica (Podarcis muralis) in navadni zelenec (Lacerta viridis). Na južnem bregu pogosto najdemo martinčka (Lacerta agilis).
V jezeru živi okoli 1000 različnih vrst žuželk. Posebej omembe vredno je približno število 800 vrst metuljev.

## Turizem
Glavna letovišča okoli jezera so Siófok, Keszthely in Balatonfüred. Zamárdi, drugo letoviško mesto na južni obali, je od leta 2007 prizorišče Balaton Sounda, pomembnega festivala elektronske glasbe. Balatonkenese je gostil številne tradicionalne gastronomske dogodke. Siófok je znan po tem, da zaradi svojih velikih klubov privablja mlade. Keszthely je kraj palače Festetics, Balatonfüred pa je zgodovinsko kopališče, ki gosti letni Annin ples.
Vrhunec turistične sezone traja od junija do konca avgusta. Povprečna temperatura vode poleti je 25 °C, zaradi česar je kopanje in plavanje v jezeru priljubljeno. Večina plaž je sestavljena iz trave, skal ali muljastega peska, ki prav tako sestavlja večino dna jezera. Številna letovišča imajo umetne peščene plaže in vse imajo stopničast dostop do vode. Druge turistične atrakcije so jadranje, ribolov in drugi vodni športi, pa tudi obisk podeželja in hribov, kleti na severni obali in nočno življenje na južni obali. Polotok Tihany je zgodovinsko okrožje. Badacsony je vulkanski hrib in vinorodna regija ter letovišče ob jezeru. Jezero je skoraj v celoti obdano z ločenimi kolesarskimi potmi, ki omogočajo kolesarski turizem. Čeprav je vrhunec sezone na jezeru poletje, je Blatno jezero obiskano tudi pozimi, ko obiskovalci lovijo pod ledom ali celo drsajo, sankajo ali jadrajo po jezeru, če zamrzne.
Mednarodno letališče Sármellék zagotavlja zračni prevoz (čeprav je večina storitev le sezonskih).
Druga letoviška mesta so Balatonalmádi, Balatonboglár, Balatonlelle, Fonyód in Vonyarcvashegy.

## Narodni park Balaton-Felvidéki Nemzeti
Veliko število redkih rastlin in živali ter geološke formacije so zavarovane in so del narodnega parka Balaton-Felvidéki Nemzeti. Narodni park je bil ustanovljen leta 1997 na površini 56.000 hektarjev. Zajema območje na severnem bregu polotoka Tihany do jugozahodnega brega močvirja Kis-Balaton (Malo Blatno jezero). Ima raznoliko pokrajino, vključno s tu najdenimi stožci gejzirjev iz obdobja aktivnega vulkanizma. Posebnost so kamnita morja porečja Kál. V narodnem parku so fosilizirani ostanki iz Panonskega morja. V hribovju Keszthely rastejo redke rastlinske vrste. Močvirje Blatnega jezera je predvsem rezervat ptic in rezervat bivolov.